# Provincia de Matera
Matera (en italiano Provincia di Matera) es una provincia de la región de Basilicata, en Italia. Su capital es la ciudad de Matera.
Tiene un área de 3446 km², y una población total de 204.296 hab. (2001). Hay 31 municipios en la provincia (fuente: ISTAT, véase este enlace).

## Municipios de Matera
La provincia de Matera se compone de 31 municipios:
| Accettura          | Aliano          | Bernalda        | Calciano          |
| Cirigliano         | Colobraro       | Craco           | Fernandina        |
| Garaguso           | Gorgoglione     | Grassano        | Grottole          |
| Irsina             | Matera          | Miglionico      | Montalbano Jonico |
| Montescaglioso     | Nova Siri       | Oliveto Lucano  | Pisticci          |
| Policoro           | Pomarico        | Rotondella      | Salandra          |
| San Giorgio Lucano | San Mauro Forte | Scanzano Jonico | Stigliano         |
| Tricarico          | Tursi           | Valsinni        |                   |